# 国会議事堂
国会議事堂（こっかいぎじどう、英: National Diet Building）は、日本の国会が開催される議事堂。東京都千代田区永田町一丁目7番1号に所在する。
現在の建物は、1936年（昭和11年）11月に帝国議会の新議事堂として建設されたのに始まる。
建物は中央塔を中心に左右対称形を成しており、正面に向かって左側に衆議院、右側に参議院（旧：貴族院）が配置されている。

## 歴史

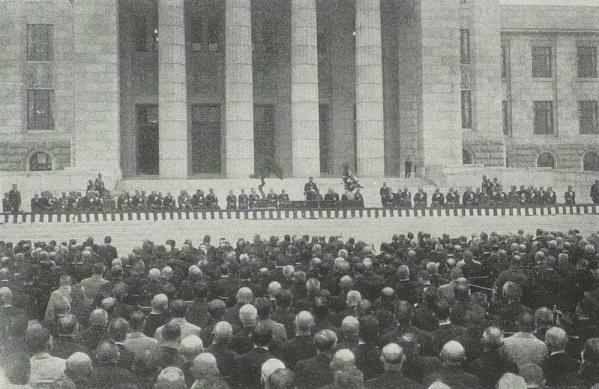
竣工式 1936年（昭和11年）11月7日

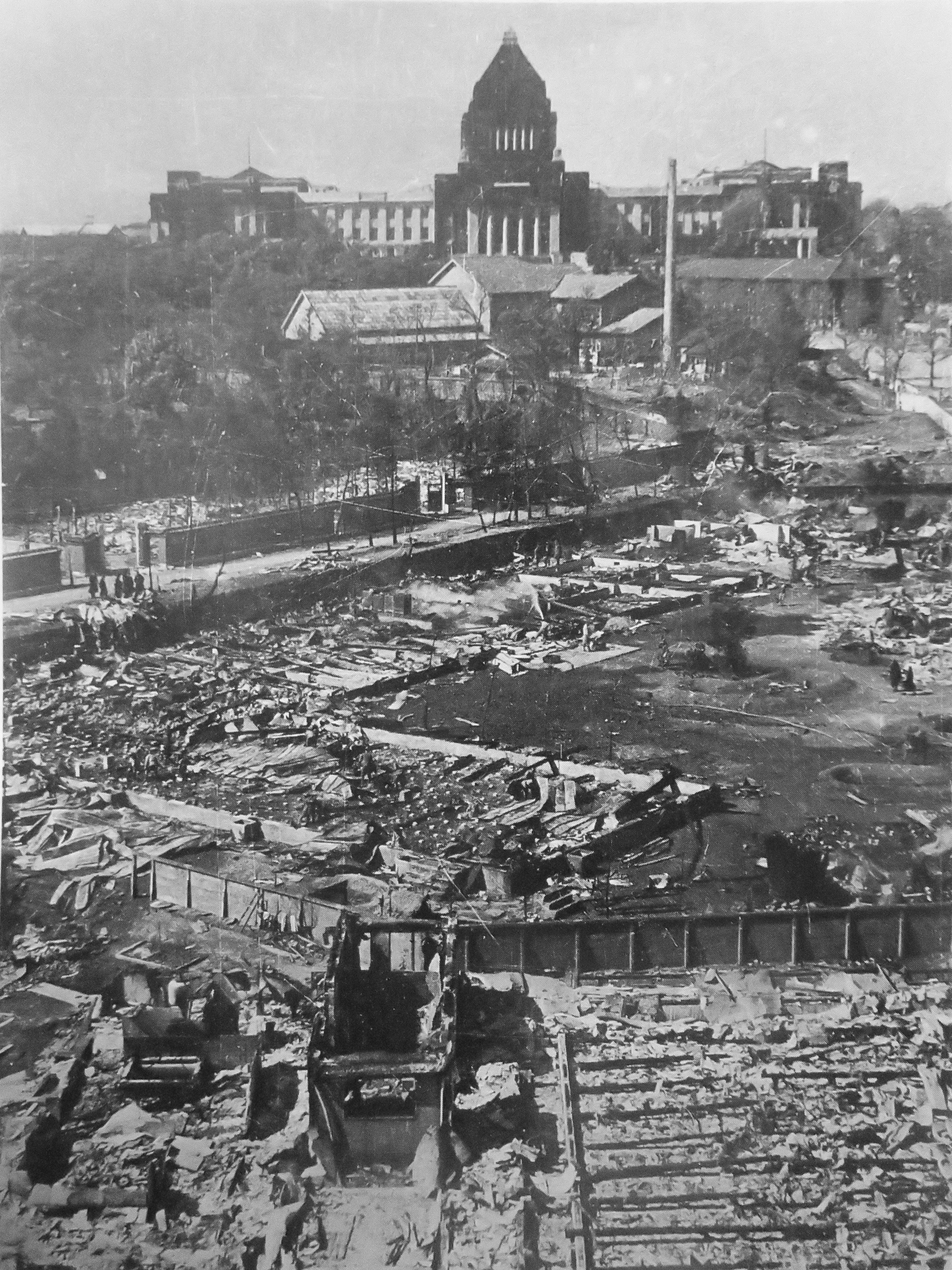
1945年（昭和20年）、爆撃を避けるため都市迷彩が施された国会議事堂（撮影：石川光陽）

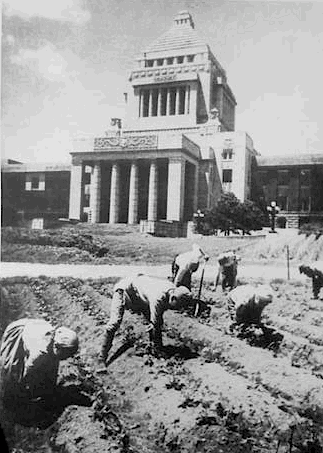
戦後の食料難で農場と化した議事堂前広場
1946年（昭和21年）6月

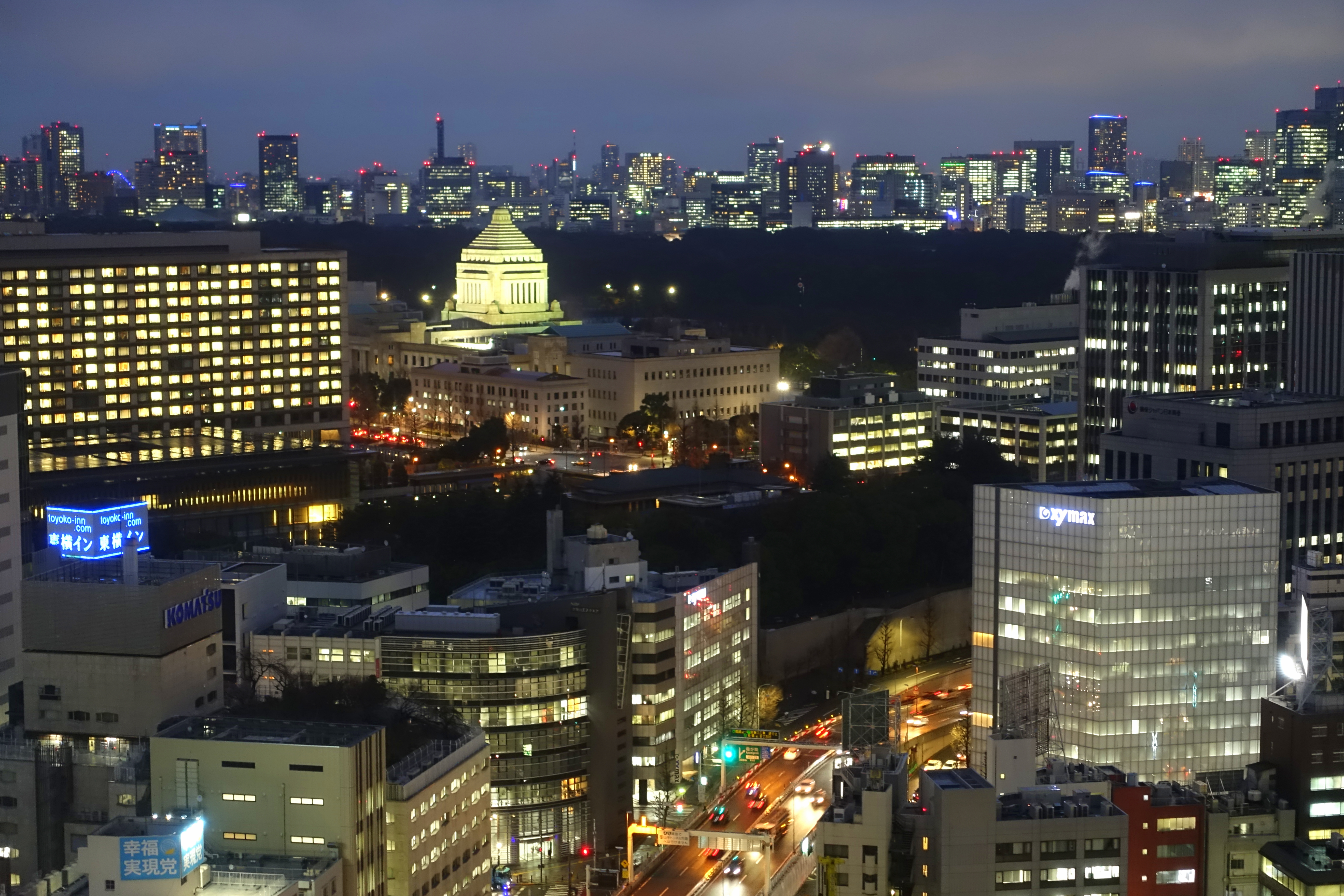
国会議事堂と東京のビル群の夜景

1881年（明治14年）10月12日、明治天皇から国会開設の勅諭が発せられ、1890年（明治23年）を期して「國會」（議会）を開く事が表明された。そして1885年（明治18年）に内閣制度が発足すると議事堂建設の取り組みが始まった（初代：第1次伊藤内閣）。1886年（明治19年）2月、内閣に臨時建築局が設立され、ドイツ帝国から建築家を招聘して官庁集中計画と議事堂の設計が成された。1887年（明治20年）4月の閣議で、議事堂建築予定地が東京市麹町区永田町一丁目（現・東京都千代田区永田町一丁目の現在地）に決定されたが、官庁集中計画には多額の経費が必要であり、帝国議会（下院：衆議院、上院：貴族院）の開設も切迫していたことから、この計画による議事堂建築は中止された。
こうして、麹町区内幸町二丁目（現・千代田区霞が関一丁目、現在の経済産業省敷地）に仮議事堂が建設された。ドイツ人建築家アドルフ・ステヒミューラーおよび臨時建築局技師吉井茂則の設計による第一次仮議事堂は、第1回帝国議会召集前日の1890年（明治23年）11月24日に竣工し、11月29日に貴族院議場で明治天皇の臨席の下で開院式が行われ、第1回帝国議会が開会された。会期中の翌1891年（明治24年）1月20日未明、漏電により衆議院政府委員室から出火、仮議事堂は全焼した。このため貴族院の仮議場を鹿鳴館、後に帝国ホテルへ移し、衆議院の仮議場を東京女学館（旧工部大学校）へ移して会期を終了した。第二次仮議事堂は吉井が妻木頼黄やドイツ人建築家オスカール・チーツェとも協力、第一次仮議事堂と似た外観に防火壁を加えた設計をまとめた。4月28日に着工した工事は、同年10月30日に竣工した（第2回帝国議会は11月21日召集）。
1894年（明治27年）8月には日清戦争が勃発、大本営が広島県に移されると、広島臨時仮議事堂が約半月の突貫工事で広島に建設され、同年10月14日竣工、翌10月15日に召集された第7回帝国議会で使用された。これは東京都（東京府）以外で帝国議会（国会）が開会された唯一の事例である。
日露戦争後の1906年（明治39年）には仮議事堂の改修および本格的な議事堂の建設が決まったが、大正政変により実施は延期された。さらに数年を経た1918年（大正7年）9月になって新議事堂の意匠設計が一般公募されることになった。翌1919年（大正8年）2月、応募作品118通中、一次選考・二次選考を通過した4図案の中から、宮内省（現在の宮内庁）技手の渡辺福三案（実際には宮内省内匠寮有志による案）が1等に選ばれた。当選案を参考に大蔵省（現在の財務省）臨時議院建築局が実際の設計を行い、デザインは大幅に変更された。1920年（大正9年）1月30日に原敬内閣総理大臣（原内閣）などが参列して、現在地である永田町の高台において地鎮祭を挙行、新議事堂の建設が始まった。
1923年（大正12年）には関東大震災に見舞われたが、建設中の新議事堂および第二次仮議事堂は無事だった。しかし1925年（大正14年）9月18日、仮議事堂は改修作業中の作業員の火の不始末から火災を起こして焼失した。このため政府は第三次仮議事堂設置を決め、新議事堂の建設はさらに遅延することになった。仮議事堂は同年12月開会の通常帝国議会に間に合うよう9月29日に建設着手。工期を短くするため無傷であった基礎部分の上に焼失前と同等の建物が建築された。昼夜兼行の突貫工事でわずか3か月で建設され、同年12月22日に完成した。
新議事堂の完成が近づいた1936年（昭和11年）2月26日には二・二六事件が発生、陸軍武装青年将校の一群が永田町一帯を占拠した。29日早朝に武力による鎮圧が決定されると、東京湾御台場沖には海軍の軍艦40隻が集結、永田町に艦砲射撃の照準を合わせて反乱軍を威嚇した。
そうした中で新議事堂は完成、1936年（昭和11年）11月7日、3000人が集まる中で竣工式が催された。式では広田弘毅内閣総理大臣（広田内閣）、冨田幸次郎衆議院議長、近衛文麿貴族院議長らがスピーチに立った。
第二次世界大戦後の1946年（昭和21年）に日本国憲法が制定され、議院内閣制の確立により帝国議会にかわる国会が国権の最高機関と位置付けられると、国会議事堂はその権威を象徴する施設となった。昭和30年代（1955-1964年）に入り、周辺の国有地が衆議院および参議院（帝国議会の貴族院に代わる上院）へ移管されるとともに、パレスハイツ（現・最高裁判所庁舎）・ジェファーソンハイツ（現・衆議院議長公邸および参議院議長公邸）・リンカーンセンター（現・国土交通省庁舎）等の連合国軍占領期以後の在日米軍接収地も返還が決定したため、首都高速道路の整備と合わせて、国会議事堂の敷地拡張および周辺の区画整理が行われた。
1959年（昭和34年）11月27日、日米安保条約阻止全国統一行動デモに参加した全日本学生自治会総連合の学生2万人が国会議事堂の敷地内に突入。この際、警官と学生が衝突して双方に28人の重傷者、730人の軽傷者が出た。以降、1960年代、1970年代を通じて安保闘争に関連したデモが議事堂周辺で行われた。
現在の議事堂周辺には衆参両院の議員会館や内閣総理大臣官邸（首相官邸）、政党関係の施設が立ち並び、日本の政治の中枢となっている。

### 国会議事堂の一覧
- 第一次仮議事堂[注 6]（第1回帝国議会）
  - 1890年（明治23年）11月24日竣工。1891年（明治24年）1月20日焼失。木造洋風2階建。
  - 建築面積（附属建物を含む）：8,469m²、建築費：23万3868円79銭5厘、装飾費その他：2万1107円12銭1厘[10]
- 第二次仮議事堂[11]（第2回 - 第6回、第8回 - 第50回帝国議会）
  - 1891年（明治24年）10月30日竣工。1925年（大正14年）9月18日焼失。木造洋風2階建。
  - 建築面積（附属建物を含む）：16,016m²、建築費：22万9424円10銭2厘、装飾費その他：2万5129円5銭[10]
- 広島臨時仮議事堂（第7回帝国議会）
  - 1894年（明治27年）10月14日竣工。木造板葺洋風平屋建。1897年（明治30年）までに解体。
- 第三次仮議事堂[12]（第51回 - 第69回帝国議会）
  - 1925年（大正14年）12月22日竣工。木造洋風2階建。現議事堂の完成に伴い解体。
  - 建築面積（附属建物を含む）：20,839m²、建築費：159万9974円、装飾費その他：48万2969円32銭[10]
- 現議事堂（第70回 - 第92回帝国議会、第1回国会 - ）
  - 1936年（昭和11年）11月7日竣工。鉄骨鉄筋コンクリート造り地上3階（中央部分4階）、地下1階。
  - 建築面積：13,356m²、建築費：2,573万5,977円（決算額）[13]

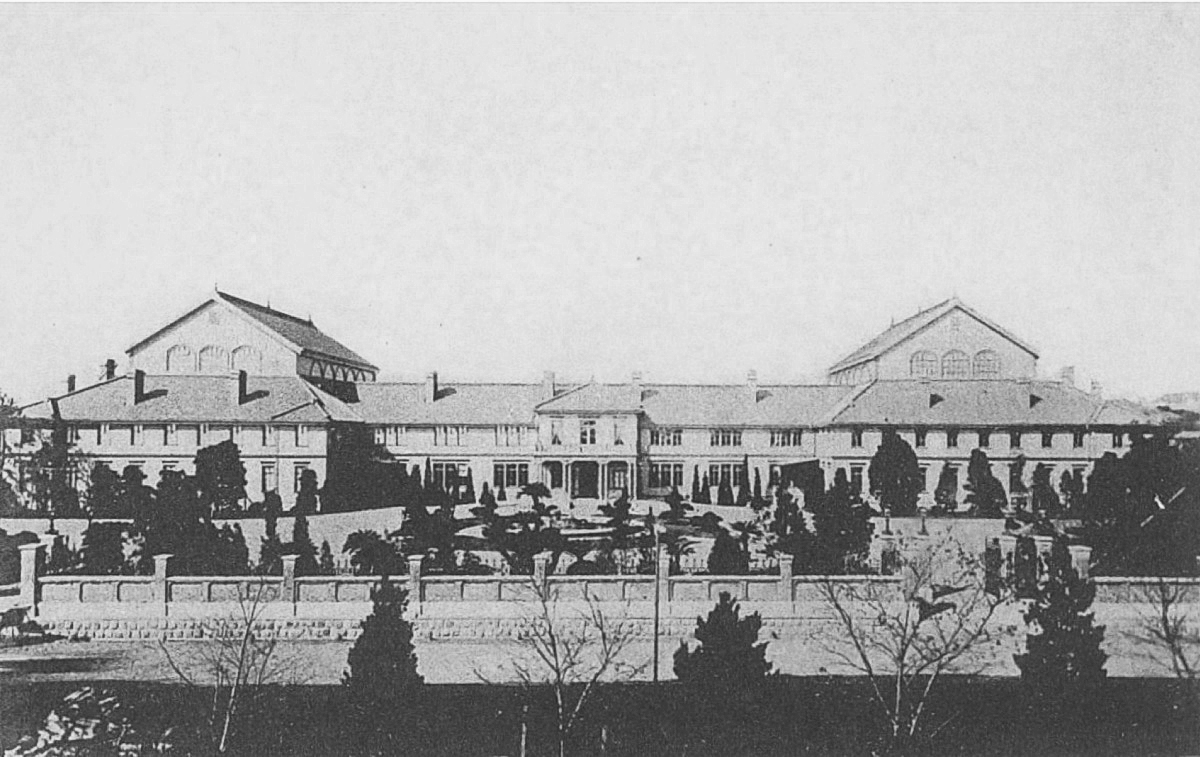
第一次仮議事堂
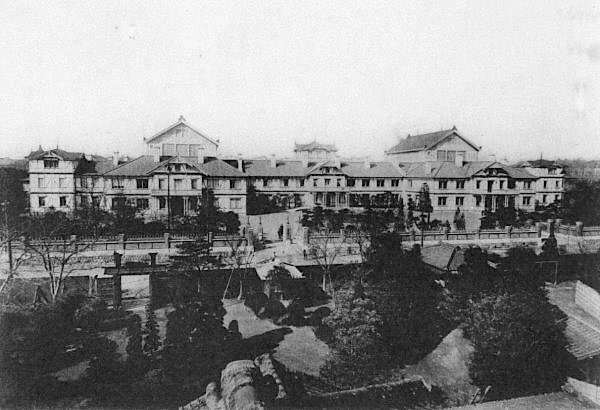
第二次仮議事堂
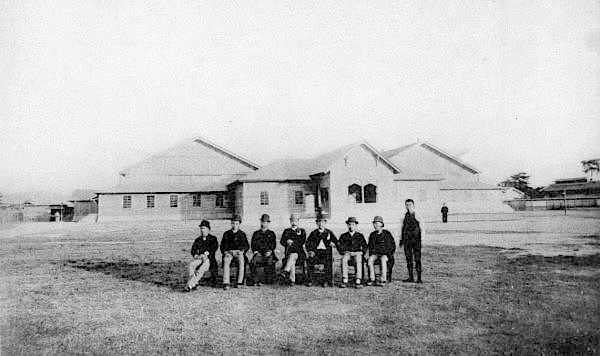
広島臨時仮議事堂
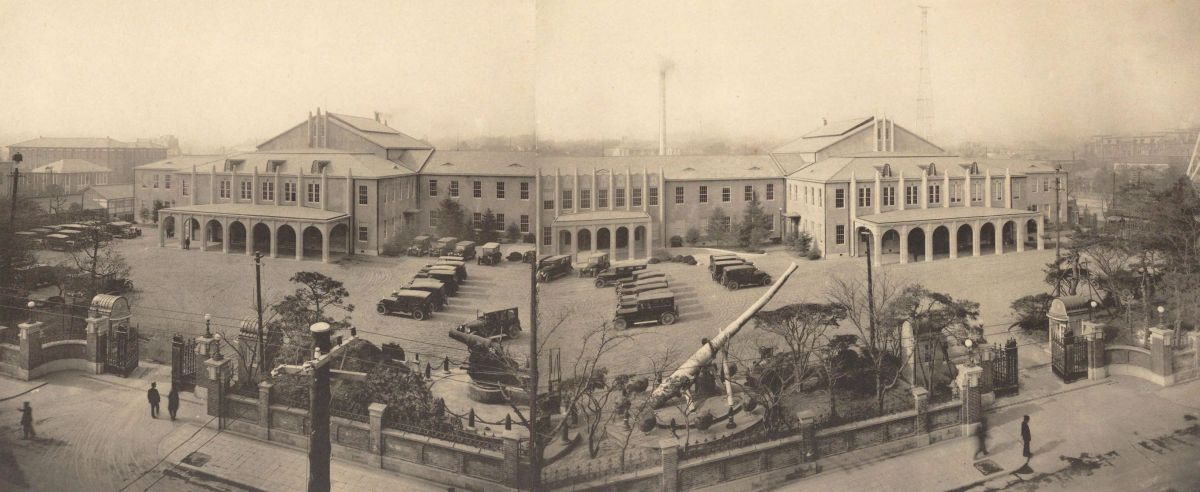
第三次仮議事堂
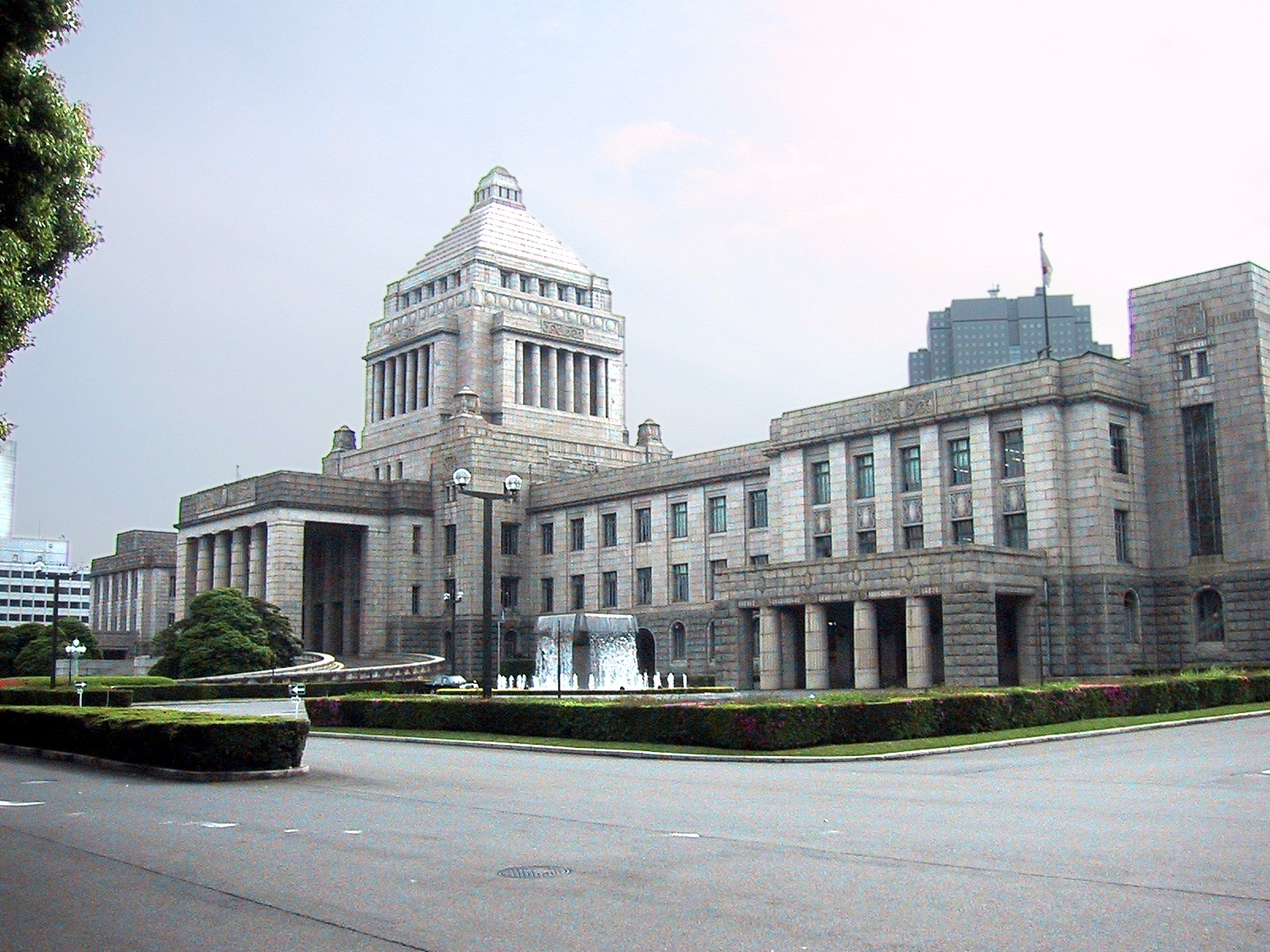
参議院側から見た国会議事堂
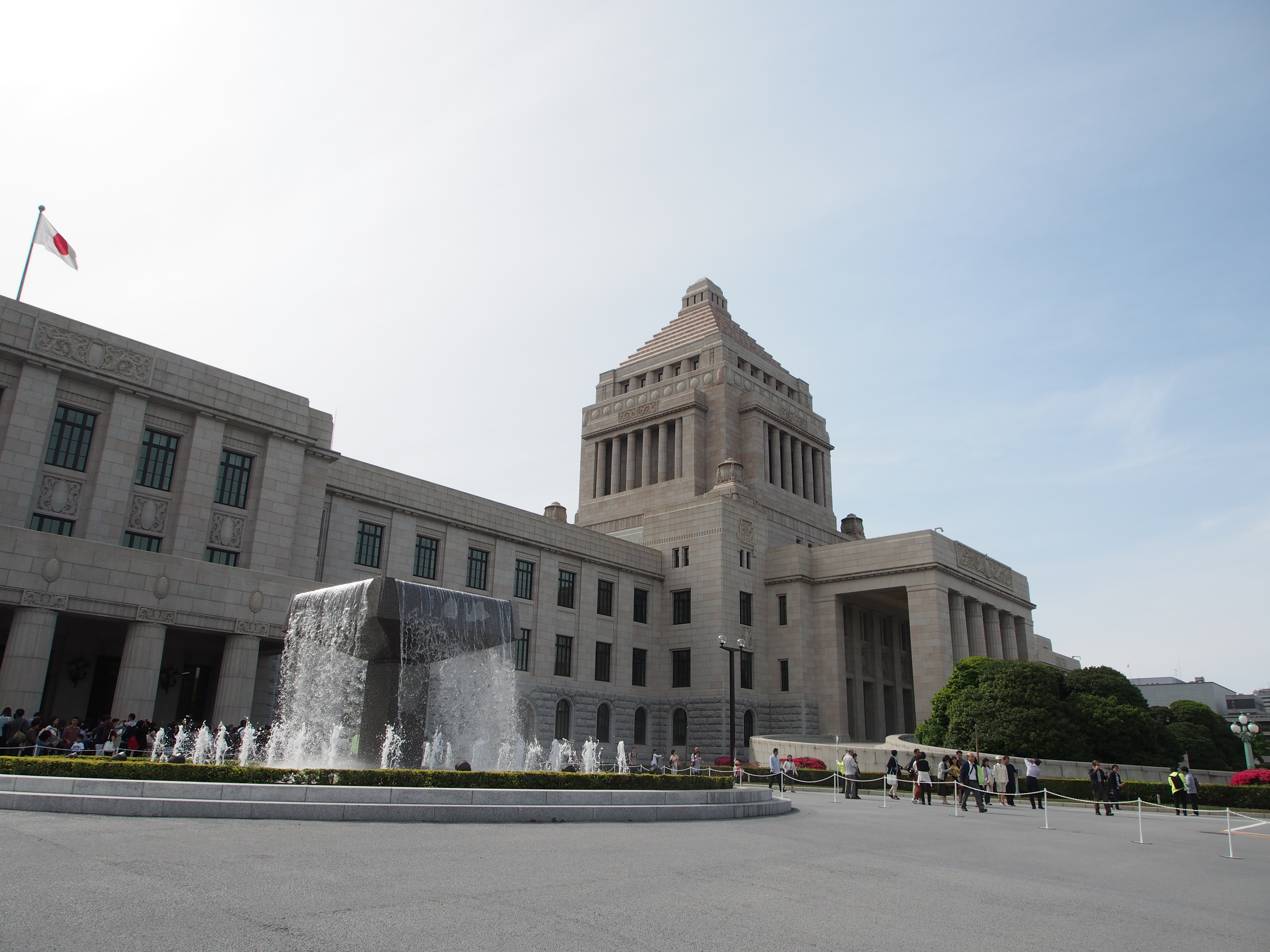
衆議院側から見た国会議事堂

### 国会議事堂と建築家

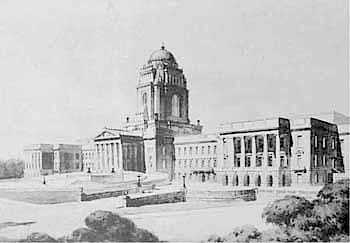
渡辺福三による議事堂図案

- ヘルマン・エンデ、ヴィルヘルム・ベックマン - ドイツの建築家。官庁集中計画の一環で議事堂の設計を行ったが実施されなかった。
- 松崎万長 - 内閣臨時建築局工事部長を務めた。
- 吉井茂則 - 内閣臨時建築局技師。外国人技師とともに第一次・第二次仮議事堂の設計を担当した（その後、内務省技師、逓信省技師などを歴任）。
- 妻木頼黄 - 広島の仮議事堂を設計。日露戦争後に本建築建設の機運が高まり、1910年（明治43年）頃、臨時建築部で本建築の設計案をまとめた。建設が延期になったあと、1913年（大正2年）に官職を辞した。
- 辰野金吾 - 東京帝国大学（現：東京大学）教授を経て、東京・大阪に建築設計事務所を開設。建築学会会長を長く務めた。1908年（明治41年）に「議院建築の方法に就て」を公表し、議事堂の設計を公募で実施するよう、建築学会を中心に論陣を張った。1918年（大正7年）開催の議事堂の建築設計競技では審査員を務め、同年逝去。
- 武田五一 - 東京帝国大学助教授、京都帝国大学教授などを歴任。1908年（明治41年）、議院建築研究のため、矢橋賢吉とともに欧米を視察。嘱託として議事堂の設計に関わった。建築史家・鈴木博之は武田が設計した伊藤博文公銅像台座（神戸市）と議事堂ドームのデザインの関連を論じている（講談社現代新書『日本の地霊』など）。
- 矢橋賢吉 - 大蔵省技師。妻木の跡を継いで、国会議事堂の設計をまとめた中心人物。1927年（昭和2年）の上棟式直後に逝去。
- 大熊喜邦 - 大蔵省技師。吉武東里とともに実質的な設計に当ったと言われる。矢橋の跡を継ぎ、国会議事堂の建設を進めた。
- 渡辺福三 - 宮内省内匠寮技手。内匠寮職員有志が1918年（大正7年）開催の議事堂の建築設計競技に参加し、渡辺の名で応募した案が1等に当選した。
- 吉武東里 - 宮内省内匠寮技手。設計競技後に大蔵省技師。大熊とともに実質的な設計に当ったと言われる。
- 下田菊太郎 - 建築設計競技の結果を批判し、帝冠併合式を提案した在野の建築家。

### 営繕組織
- 内閣臨時建築局：1886年（明治19年） - 1890年（明治23年）、工事部長：松崎万長 - 官庁集中計画
- 大蔵省臨時建築部：1905年（明治38年） - 1913年（大正2年）、部長：妻木頼黄 - 日露戦争後に設置
- 大蔵省臨時議院建築局：1918年（大正7年） - 1925年（大正14年）、工務部長：矢橋賢吉
- 大蔵省営繕管財局：1925年（大正14年） - 1943年（昭和18年）、工務部長：矢橋賢吉→大熊喜邦

## 構造

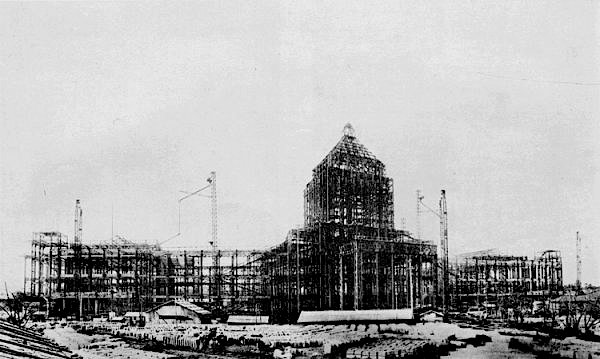
鉄骨組立中の議事堂
1927年（昭和2年）3月

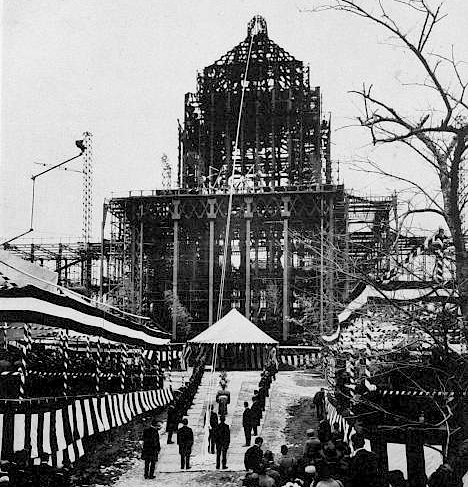
上棟式
1927年（昭和2年）4月7日

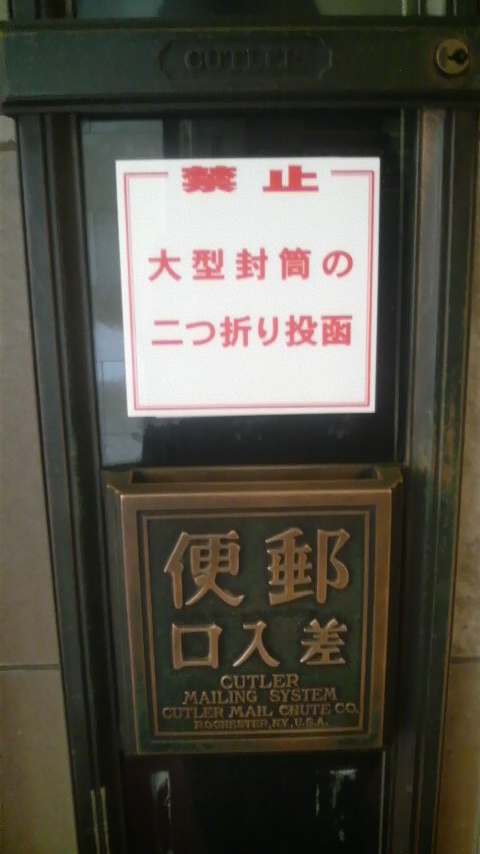
国会議事堂内のポスト

国会議事堂は鉄骨鉄筋コンクリート造り。中央塔を除く大部分が地上3階建て、中央塔が4階建てで、塔屋最上部まで含めれば9階建てである。また、線対称の建物である。
長さ27 - 35尺（約8.1 - 約10.6m）、直径17インチ（43.18cm）のペデスタル式コンクリート杭を中央塔の下に568本、その他の部分に3,783本打ち込み、その上に厚さ1m（中央塔は3m）の鉄筋コンクリート礎盤を置いて柱を支えている。
敷地はほぼ長方形で、前方部は広く庭園や車寄せに取られており、衆議院側・参議院側それぞれの後方部には事務局や委員会室などが入居している別館と分館が設置されている。竣工当時は西側を底辺とする三角形状の敷地で、1960年代に現在の大きさに拡張されている（→画像：完成当時の国会議事堂）。
外装は3種類の花崗岩を使った石積みで、内装には33種類の大理石、2種類の蛇紋岩をはじめ、沖縄県宮古島産珊瑚石灰岩（貝を含む巨石、トラバーチン）、橄欖岩、黒髪石、尾立石、日華石などが使用されており、こうした石材は日本全国から取り寄せられた。特に外装に多く使われたのが広島県倉橋島の桜御影と呼ばれる桜色をした御影石で、議事堂に使用されたことから「議院石」という呼び名もつけられている。また、天皇の休憩室には静岡県島田市産の紅葉石が使用されている。
このように建築材料や設備の素材のうち、郵便ポスト、ドアノブの鍵（マスターキー）、ステンドグラスを除き、すべて純国産品を使用して造られた新議事堂の総工費は、完成当時の金額で2573万5977円にのぼり、工事従事者は延べ254万人に達した。ちなみにアメリカ合衆国カトラー社製の郵便ポスト（郵便投函筒）は各階の廊下などにあり、地下の集配所に貯まるようになっている。かつては東京中央郵便局が、現在は銀座郵便局が集配に来る。また、途中で郵便物がつかえてしまった場合は、中にワイヤーが通してあり、それを下から揺することで落として集配する。

### 竣工時のデータ
下記の数値は『帝國議會議事堂建築の概要』111 - 119頁を参照した。
- 基礎：ペデスタル式コンクリート杭打
- 構造：鉄骨鉄筋コンクリート造（壁体は花崗岩張）
- 構成：地上3階、地下1階、および中央塔4階（塔屋最上部9階）
- 幅（長さ）：206.36m（681尺）
- 奥行き：88.63m（292.5尺）
- 高さ：両翼部 20.91m（69尺）、中央塔 65.45m（216尺）
- 敷地面積：6万9245.92m²（2万649.67坪）
- 建築面積：1万2396.75m²（3750坪）
- 延床面積：5万2165.52m²（1万5780坪）
- 主要室数：390室（雑室を含めると449室）
- 議席数：貴族院議場460席（最大635席）、衆議院議場 466席（最大635席）
- 傍聴席数：貴族院議場770席（内記者席92席）、衆議院議場 922席（内記者席90席）
- 廊下総延長：4,639m（広間280.20m、階段延長1310.20mを含む）
- 総重量：10万9000t
  - 鉄骨使用量：9,810t（本館のみ）
  - 鉄筋使用量：5,522t
  - 石材使用量：37万7926切、うち花崗岩：33万8985切（2万5500t）、大理石：3万7038切（2,800t）、日華石：1093切（106t）
  - セメント：2万7446.40t
  - 砂・砂利：7万8572.22m³
  - 木材：1万7300石（24種類）
- 作業員数：254万2877人
  - 建築工事：232万1857人
  - 機械工事：10万0559人
  - 電気工事：12万0461人

※ 尺貫法で設計されたため、メートル法に換算すると端数が生じる。
担当した施工者は公開されていない。

### 修繕作業
2008年（平成20年）から2009年（平成21年）にかけて、国会議事堂の竣工以来初めての大規模な修繕が行われている。議事堂外部では、専用洗剤と高圧洗浄で外壁の汚れを落としコーティングを施す作業と、窓ガラスを枠ごと取り換える作業が行われている。建物内では、議場の机の傷みの修復のほか、1970年（昭和45年）以来行われてこなかった全議席の布地の張替えが実施されている。そのほか、2010年（平成22年）5月には衆議院本会議場の議長席後側の階段に手すりが設置された。

## 施設
議事堂内の管理範囲としては、中央部の中央玄関、中央広間、御休所、中央塔が参議院の所管、玄関前庭が衆議院の所管、中央塔4階の国会図書館国会分館が国立国会図書館の所管となっている。

### 中央玄関
正門の正面、中央塔部の真下にある玄関。外観は大きな車寄せと開口部が特徴で、ブロンズ製の扉は1枚が高さ13尺（3.94m）、横3尺6寸（1.09m）、重さ1.125トン。この扉と両院玄関入口扉、内部のブロンズ製建具は、東京美術学校（現在の東京芸術大学）に依頼して製作され、それらの色を全部揃えるために、これらに使う地金は約8000貫（30トン）を一度に合金している。
通常は議事堂の出入りには使用せず、扉は閉め切られているため「あかずの扉」といわれ、衆議院総選挙後や参議院通常選挙後に国会議員が初登院するとき、天皇や外国の国賓を議事堂に迎えるときに使用される。また特別参観で一般参観者を議事堂内へ入れるときにも使用された。

### 中央広間

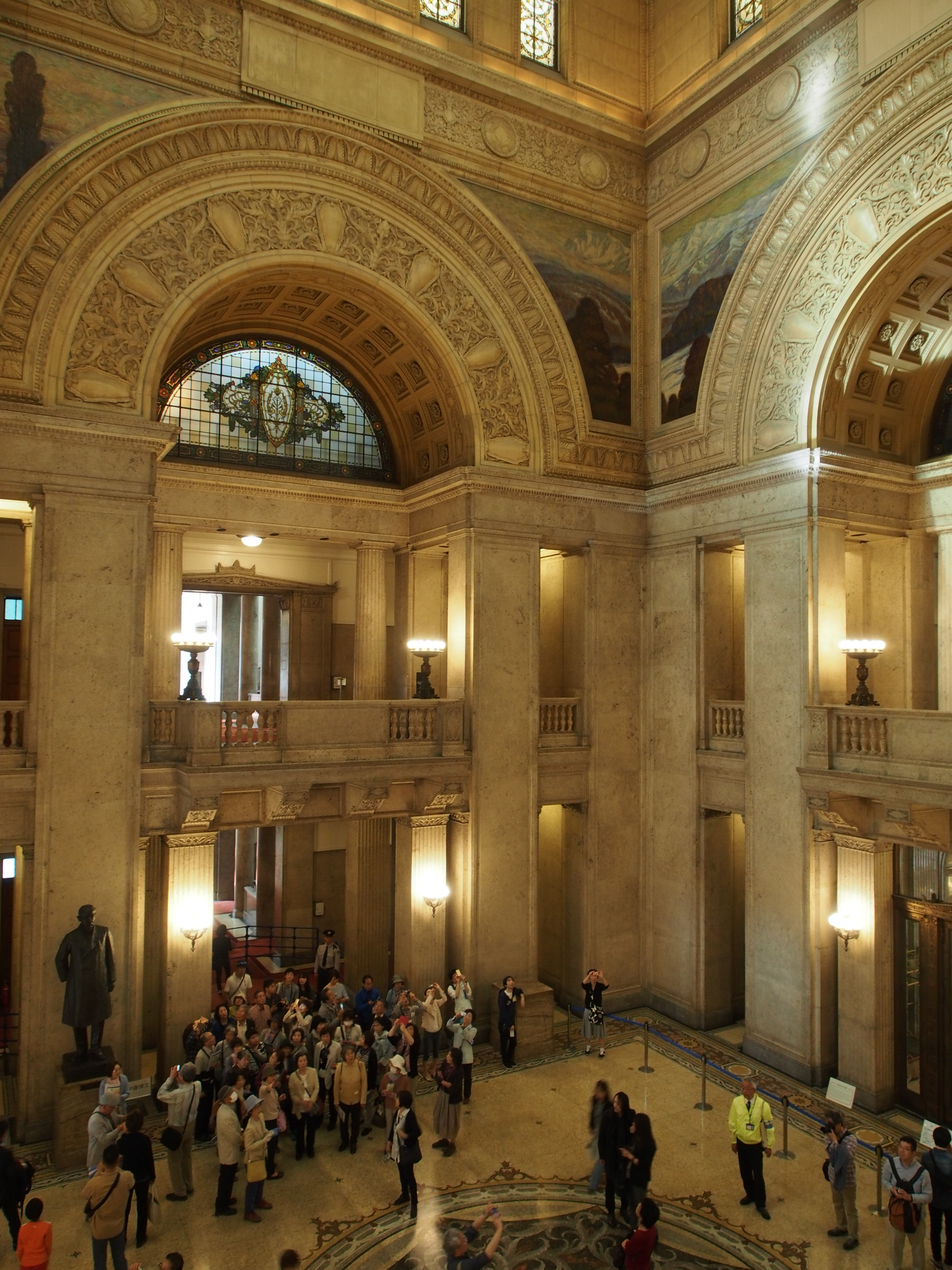
国会議事堂中央広間

中央玄関を入った先、中央塔の真下にある広間は、中央広間と呼ばれている。2階から6階まで吹き抜けになっており、天井は32.62m。法隆寺五重塔（31.5m）がすっぽり入る高さ。天井はステンドグラスになっており、壁面四隅に日本の春夏秋冬を描いた4枚の油絵の絵画がある。それぞれ、春の吉野山、夏の十和田湖、秋の奥日光、冬の日本アルプスをイメージして描いたものである。いずれも著名で高名な画家によるものではなく画学生の作品である（→ 画像：中央広間）
広間の四隅には、日本の憲政に貢献した板垣退助・大隈重信・伊藤博文の銅像と、像の立っていない空の台座が置かれている。空の台座には、尾崎行雄の銅像製作が戦前・戦後に候補に出た事があるが実現していない。また、存在する理由については諸説あり、誰の銅像を置くか話がまとまらなかったという説、政治は常に未完であることを象徴しているという説、もっと偉大な政治家になれという戒めの意味で空けてあるという説、皇居に背を向けるので避けているという説などがある。空の台座の上には、議会召集の日には、松の大きな盆栽が置かれる。

### 中央塔
中央塔は高さ65.45mで、竣工当時、日本のビル（塔を除く建築物）としては、それまで最も高かった日本橋三越本店（塔の旗竿を含めて60.61m）の高さを抜き、1964年（昭和39年）にホテルニューオータニ本館（現：ザ・メイン、73m）が完成するまで、日本で最も高い建造物だった。塔のデザインは1900年代前半に流行していたマウソロス霊廟の影響がみられる。
4階部分は国立国会図書館国会分館になっており、国会関係者は自由に利用することができる。なお、4階部分には便所がない（天皇が使用する便所の上に便所を造れないため）。5階と6階は図書館の物置などとして利用されている。7階は衆参両院を繋ぐ通路のみである。
ピラミッド型の屋根の内部は大広間となっており、ダンスホールとして使われたという噂はあるが正式な記録は無いという。この大広間の中央からは、螺旋階段が尖塔部最上階の展望室につながっている。四畳間ほどのこの展望室からは、かつては東京を一望のもとに見渡せたというが、この展望室と大広間は普段は閉鎖されており、国会議員でも入った者は少ないとされる。
2003年（平成15年）9月には、この中央塔が落雷を受けて、塔頂部の御影石が破損、落下して階下のステンドグラスが割れるという被害があった。偶然、便所工事のために居合わせた鹿島建設の担当者が会社に救援を要請、補修工事もそのまま鹿島建設が担当することになり、補修と同時に新たな避雷導線が追加された。破損した塔頂部の御影石は、東北大学と富士宮市にある奇石博物館に所蔵されている。

### 御休所
御休所（）は、竣工当時は御便殿（）と呼ばれ、帝国議会の開院式や閉院式といった行事のために議事堂に行幸した天皇が「御休息」するために造られた。現在は国会の開会式などで議事堂に臨御した天皇が休息する場所として使われている。中央広間から赤絨毯の中央階段を上った先にある。天皇の玉座のテーブルがL字型なのは、軍服着用時に帽子を置く場所であった戦前の名残である。天皇はここで衆参両院の議長、副議長の表敬を受けてから、参議院議場での開会式に臨む。総工費の一割を費やしたとされる部屋の造作は、総檜造の本漆塗、外側の上部の飾り部分は徳島県阿南市産の不如帰という石を使用するなど材質や装飾は議事堂の中でも特に匠を凝らした華やかなものとなっている。また、シャンデリアは水晶でできている。なお、天皇専用のトイレが御休所の斜め前にあり、中には洋式と和式のトイレがそれぞれある。天皇は国会に行幸する際、皇居より前後を白バイ、パトカー、皇宮護衛官と警視庁警察官の乗車したオープンリムジンに警護されて往復する。衛視はこの日に限り、夏は白の礼服、冬は黒の礼服で奉迎する。御休所の窓からは、ビルによって視界が遮られる前までは富士山が見えたという。

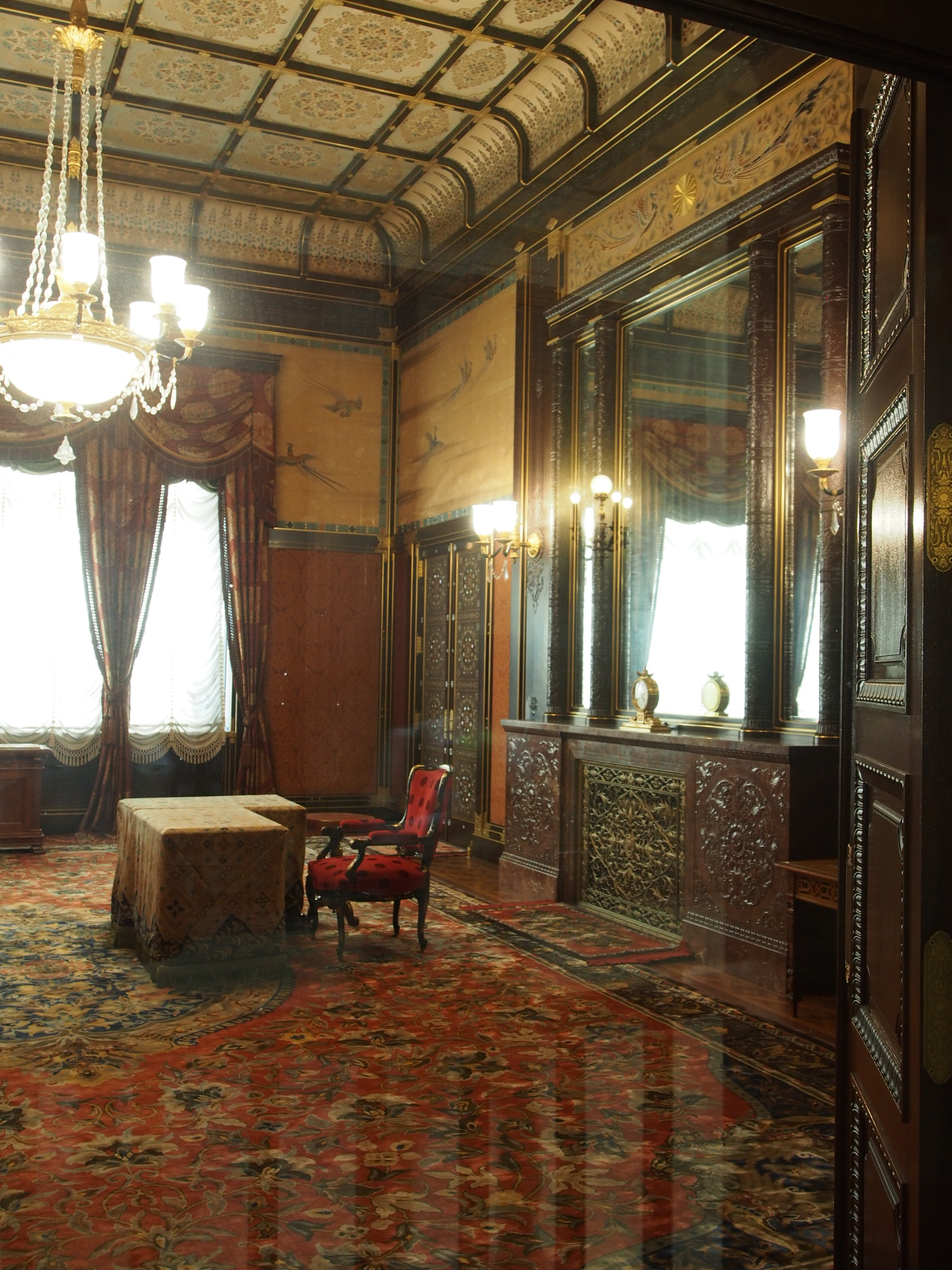
御休所

国会議事堂の内装の多くは内外木材工藝（現在の内外テクノス）が手がけているが、御便殿の内装は特別な検査に合格した素材を使うなど、特に手間がかけられている。

### 衆議院議場と参議院議場

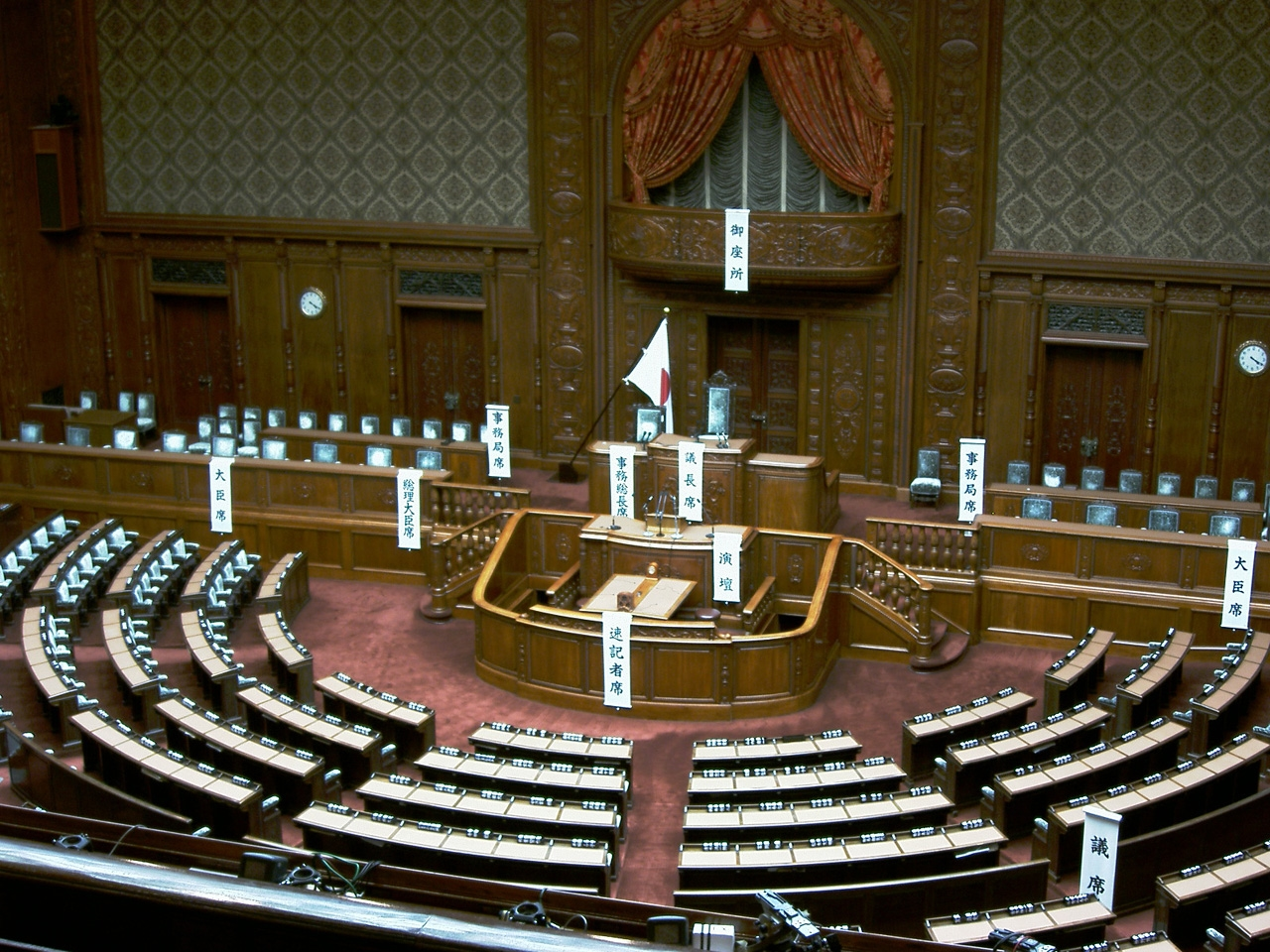
衆議院議場

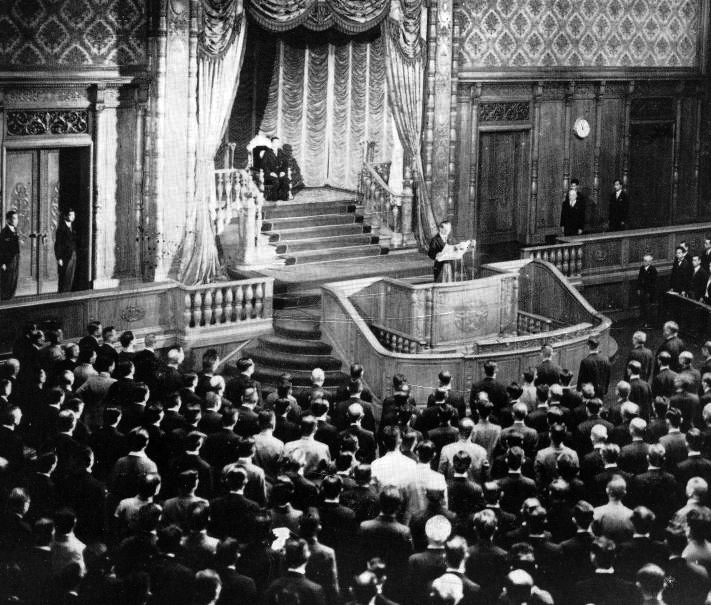
参議院議場
----
第一回国会開会式で式辞を読み上げる松岡駒吉衆議院議長　1947年（昭和22年）6月23日、参議院議場

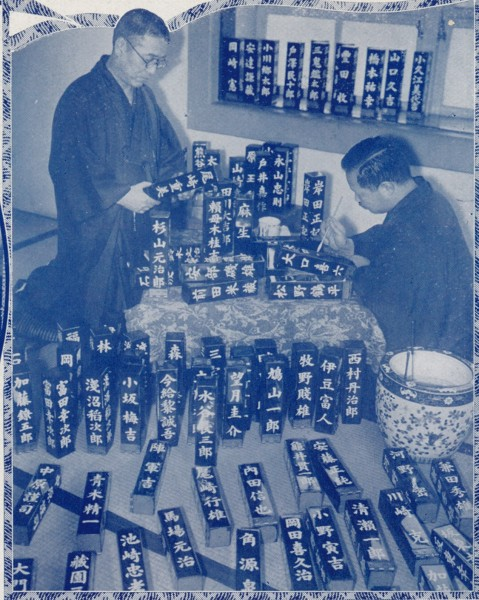
1936年（昭和11年）5月の特別会で使用する、新選良の議員の氏名標を書く作業。

一般には「本会議場」と呼ばれる大ホール。各院の2階部分にあり、3階まで吹き抜けとなっている。天井の部分にはステンドグラスがあり、それを通して昼光が通るので本会議中以外は天井の蛍光灯は点灯させていない。議場の構造はいずれも、議長席・演壇をかなめとして扇形に広がり、会派ごとに議席が配分されて座る、いわゆる「大陸型」である。
向かって中央奥には議長席があり、その左側には事務総長席がある。演壇は議長席前方にあり、その下側には国会速記者席があって議事録を手書き（→ 画像：速記の例）で速記している。また、議長席を中心に左右に2列の席が伸びており、前列が閣僚の座る国務大臣席（このうち議長席から見て右手の最も近い側の席が内閣総理大臣席）、後列が議院事務局職員が座る事務局職員席となってある。
貴族院（参議院）議場の議長席、大臣席、演壇まわりの議員書記席などを日本楽器製造が手掛けている。材料は、国産の桜材が指定されていたという。
議員の議席は会期の始めに議長がこれを定めるが、会期中に必要があれば変更することもできる（衆議院規則第14条第1項、参議院規則第14条第1項）。衆議院では、議席の席順は議長席に向かって左から所属議員の多い順に会派が割り当てられる慣例となっている。つまり議長席から見て右翼席から第1党、第2党……となり、最左翼に無所属議員、という議席配置となる。それに対し、参議院では最大会派は中央の議席、その左右に小会派が位置される。同一会派内では当選回数の少ない議員ほど議長席に近い前列に、当選回数が多い議員ほど後列に割り当てられている。各議席には号数が付され、黒地に白色の文字で議員の氏名が記された氏名標が取り付けられている（衆議院規則第14条第2項、参議院規則第14条第2項）。
参議院議場では議長席後方の階段上に、天皇の席（お席、玉座）があり、開会式に際しては、議長席を分解して式場をセッティングする。帝国議会の開院式が天皇を貴族院議場に迎えて行った名残で、現在でも国会の開会式は天皇を旧貴族院を改組した参議院の議場に迎えて行われており、天皇はこの席で開会の「おことば」を述べる。
本会議場に設置されているマイクは参議院では議長席と演壇のみに置かれているが、衆議院では加えて事務総長席（主に記名投票の結果報告に用いられる）と議事進行係を務める議員の席にも置かれている。
2022年（令和4年）以降の参議院議員定数は248だが、参議院議場には460の席がある。それでも、衆参両院の議員総数713には席が足らないので、開会式では通路や後方の空きスペースへ立ったまま列席することになる議員もいる。
両議場とも、議員は先例によりジャケットと議員バッジの着用がないと入場が許されない。これには一切の例外が認められておらず、かつて福田赳夫がバッジをつけ忘れて衆議院議場に入ろうとしたところ、衛視に制止されて、あわてて辺りにいた別の議員（森喜朗）からバッジを借りて入場したこともある。
なお、各院とも議長の許可がない限り、議場での帽子、外套、襟巻、傘、杖などの着用・携帯は禁じられており（衆議院規則第213条、参議院規則第209条）、喫煙も禁じられている（衆議院規則第214条、参議院規則第210条）。また、議事中は参考資料を除いて新聞および書籍等を閲読してはならないことになっている（衆議院規則第215条、参議院規則第211条）。
一方で、身体に障がい（障害）を有する人物が議員に当選するケースが増加しており、障害者差別解消法の施行やバリアフリーの観点から円滑な議員活動への配慮が必要となっており、特に2019年の参議院議員選挙では常時車椅子の使用が必要となっている舩後靖彦、木村英子、横澤高徳の3名が当選して議員となったことから、参議院では2021年1月に約5,000万円をかけて演壇へのスロープを設けている。衆議院では登壇のためのスロープはこの時点では設けられておらずバリアフリー化が遅れていたが、2021年3月に大河原雅子が脳出血の影響で常時車椅子の使用が必要となったことから、2022年1月より空き議席を利用して車椅子専用の議席が設置されている。
参議院先例録では「障がいを有する議員の円滑な議員活動に資するための措置」（第6章）が掲載されており、これら障がいを有する議員の円滑な活動のため、議院運営委員会での規則などの緩和の申し合わせの事例が掲載されている。
- 1972年に当選した前島英三郎（八代英太）の例では、前島は常時車椅子の使用が必要であることから「本会議開会の際は、予鈴で入場できることとする」「起立採決の際は、挙手をもって起立に代えることとする」「投票の際は、参事に投票の持参を委託することとする」などが申し合わされた。
- 1989年に当選した堀利和の例では、堀は視覚障がい者であったことから「当該議員の入場、着席又は登壇に際しては、衛視が誘導する」「発言する際、発言時間の経過については、ブザーをもって知らせる」「記名投票の際には参事および所属会派の議運理事による確認」などが申し合わされた。
- 2019年に当選した先述の舩後、木村、横澤の例では、特に重度の身体障がいを持つ舩後と木村に関しては多くの申し合わせが行われ「議員活動を補佐するため、介助者の議場への帯同について議長に申請の上、許可」「介助者が議員活動を補佐する活動の詳細内容」「意思疎通のためのノートパソコン等の電子機器の使用」「医療上の必要性から（前述の参議院規則第209条を除外し）帽子、外とう、襟巻等の着用を許可し、上着、ネクタイの着用も求めない」ことなどが申し合わされた。

### 傍聴席
議場の後方上部には傍聴席が設けられている。傍聴席は議場と一体の空間となっているが、議院規則上は議場とは別の区画として扱われており、傍聴人が議場に入ることは議院規則で禁じられている（衆議院規則第226条、参議院規則第229条）。
衆議院本会議場の傍聴席は、貴賓席、外交官席、参議院議員席、公務員席、公衆席および新聞記者席に分けられている（衆議院規則第221条）。また、参議院本会議場の傍聴席は、皇族席、貴賓席、外国外交官席、衆議院議員席、公務員席、公衆席および新聞記者席に分けられている（参議院規則第220条）。公衆席には議員の紹介により入る者の席（紹介席）と先着順により交付された傍聴券により入る者の席（自由席）がある。
傍聴人は交付された傍聴券を持参しなければならないが、新聞社および通信社の記者には一会期に通じて有効な傍聴章が交付される。
傍聴人は議長が定める傍聴規則を遵守しなければならず（衆議院規則第227条、参議院規則第228条）、議長には衛視又は警察官を指揮して傍聴席での秩序を維持する権限が認められている（衆議院規則第228条〜第231条、参議院規則第224条〜第230条）。

### 委員会と別館・分館
| 衆議院第一委員室 テレビ中継でお馴染みの衆議院第一予算委員室 |  | 戦時中の衆議院第一委員室 衆議院予算総会で答弁に立つ賀屋興宣蔵相 1944年（昭和19年）1月27日 |
| 衆議院第一委員室 テレビ中継でお馴染みの衆議院第一予算委員室 |  | 戦時中の衆議院第一委員室 衆議院予算総会で答弁に立つ賀屋興宣蔵相 1944年（昭和19年）1月27日 |

国会では委員会が行われる部屋を、衆議院は「委員室」と呼び、参議院は「委員会室」と呼んでいる。
委員会の会議室の中でも最大のものが、テレビの国会中継でお馴染の、予算委員会や重要な特別委員会、党首討論などが開かれ、ときに証人喚問や参考人招致なども行われる「衆議院第一委員室」と「参議院第一委員会室」である。これらは共に国会議事堂本館の中にある。ちなみに、本会議場・委員会室とも設置されているマイクは複数あり、1つは本館場内音声用、1つはNHKの生中継・取材用、1つは「民放」と書かれた民間放送各局共同使用の生中継・取材用などさまざまな用途別に置かれている。
その他の委員会が開かれる委員室・委員会室は、各院の後方に建つ別館（衆議院第一別館・参議院別館）と各院の両横に建つ分館（衆議院分館・参議院分館）の中に入っている。各院の事務局、法制局、講堂などもこの中にある。
別館は公道（特例都道中央官衙257号線・国道246号）に面しており、議員との面会や議事傍聴の受付窓口が置かれている。衆議院第一別館には国会内郵便局があり、公道に面して入口が設けられているので誰でも利用可能である。

### 議長応接室
衆議院、参議院ともに議長応接室がある。両応接室には暖炉があり、衆議院の応接室には歴代議長の額がある 。

### 国会前庭
| 玄関前庭の噴水 |  | 玄関前庭の都道府県植樹（愛媛県のくろまつ） |
| 玄関前庭の噴水 |  | 玄関前庭の都道府県植樹（愛媛県のくろまつ） |

国会議事堂の正面には、正門前の並木道を挟んで南北に分かれる国会前庭がある。国会前庭の北地区は洋式庭園、南地区は和式庭園になっている。また北地区の一角には国会の仕組みや憲政の歴史を展示する憲政記念館と日本水準原点が建っている。

### 玄関前庭
国会議事堂中央玄関・参議院正玄関・衆議院正玄関の前には、玄関前庭と呼ばれる庭園および遊歩道がある。1960年代前半、周囲の区画整理をした際に現在の形に拡張された。その際には敷地外の国会図書館前にあった伊藤博文の銅像も参議院正玄関前に移設されている。1970年（昭和45年）には全国47都道府県の木が贈られここに植樹されている、道が作られた。また1990年（平成2年）には議会開設100年を記念して衆参両議院正玄関前に噴泉が設けられた。

### 周辺施設
国会議事堂敷地の公道（特例都道中央官衙257号線）を挟んだ西側には、南から衆議院第一議員会館、衆議院第二議員会館、参議院議員会館の3棟があり、それぞれが公道の下を抜ける地下連絡通路によって別館、分館、議事堂に繋がっている。また、地下鉄駅接続通路で東京メトロの国会議事堂前駅と永田町駅にも繋がっている。
また、国会議事堂敷地から公道（特例都道中央官衙247号線、通称：茱萸（ぐみ）坂）を挟んだ南隣に衆議院第二別館と国会記者会館、同じく公道（特例都道中央官衙176号線）を挟んだ北隣に国立国会図書館、参議院議員会館の北に参議院第二別館、衆議院第一議員会館の南隣に総理大臣官邸（首相官邸）などの国会に関連する施設がある。国会図書館と首相官邸を除いて、国会議事堂はこれらとの間も地下通路で行き来することができる（ → 画像：国会議事堂周辺の俯瞰図）。

## 国会議事堂の警備体制

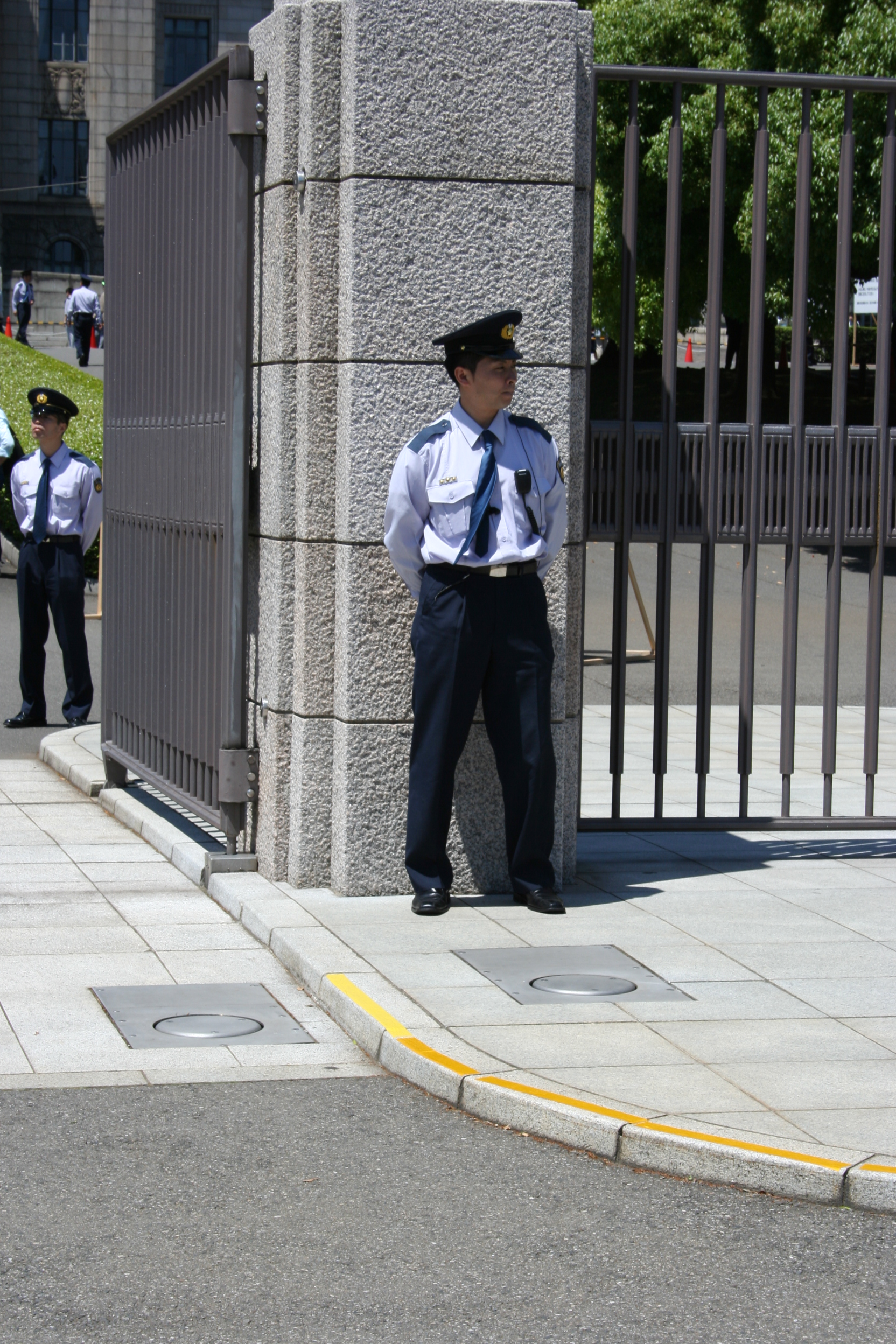
正門前の衛視

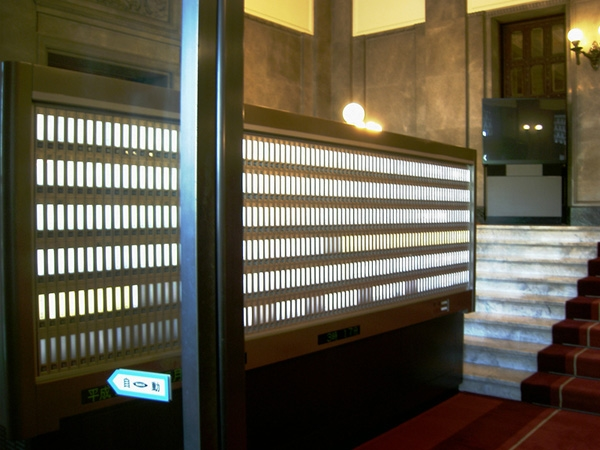
衆議院議員専用入口

三権分立の原則にのっとり、立法府の最高機関が行政府の下部組織（警察庁・警視庁）に警察権を委ねるのは好ましくないという考えから、議事堂の敷地内では日本の警察ではなく、各議院が自身の手で自律的に紀律保持を行っている（議院警察権）。このため警察官は、衆議院議長や参議院議長の許可がない限り、敷地内に立ち入ることはできない。院内で警備を行っている者は衛視と呼ばれる、衆議院事務局と参議院事務局の職員である。
議事堂敷地内に日常的に出入りする国会議員を、衛視は議員バッジ（正式名：議員記章）と議員身分証（正式名：帯用証）着用の有無で識別している。これがない者を衛視は原則として制止するが、それでも衛視は国会議員全員の顔と名前を覚えている。

議員は、登院すると各院の玄関および裏側の通用口、分館の入口に登院表示盤があり、登院すると押すことになっている。3か所は連動しており、いつ押したかも管理されている。たまに参観に訪れた者が押してしまうことがある。議会召集の日のみは、正玄関にて表示盤を押す代わりに名刺を出すことになっている。

## 見学と景観

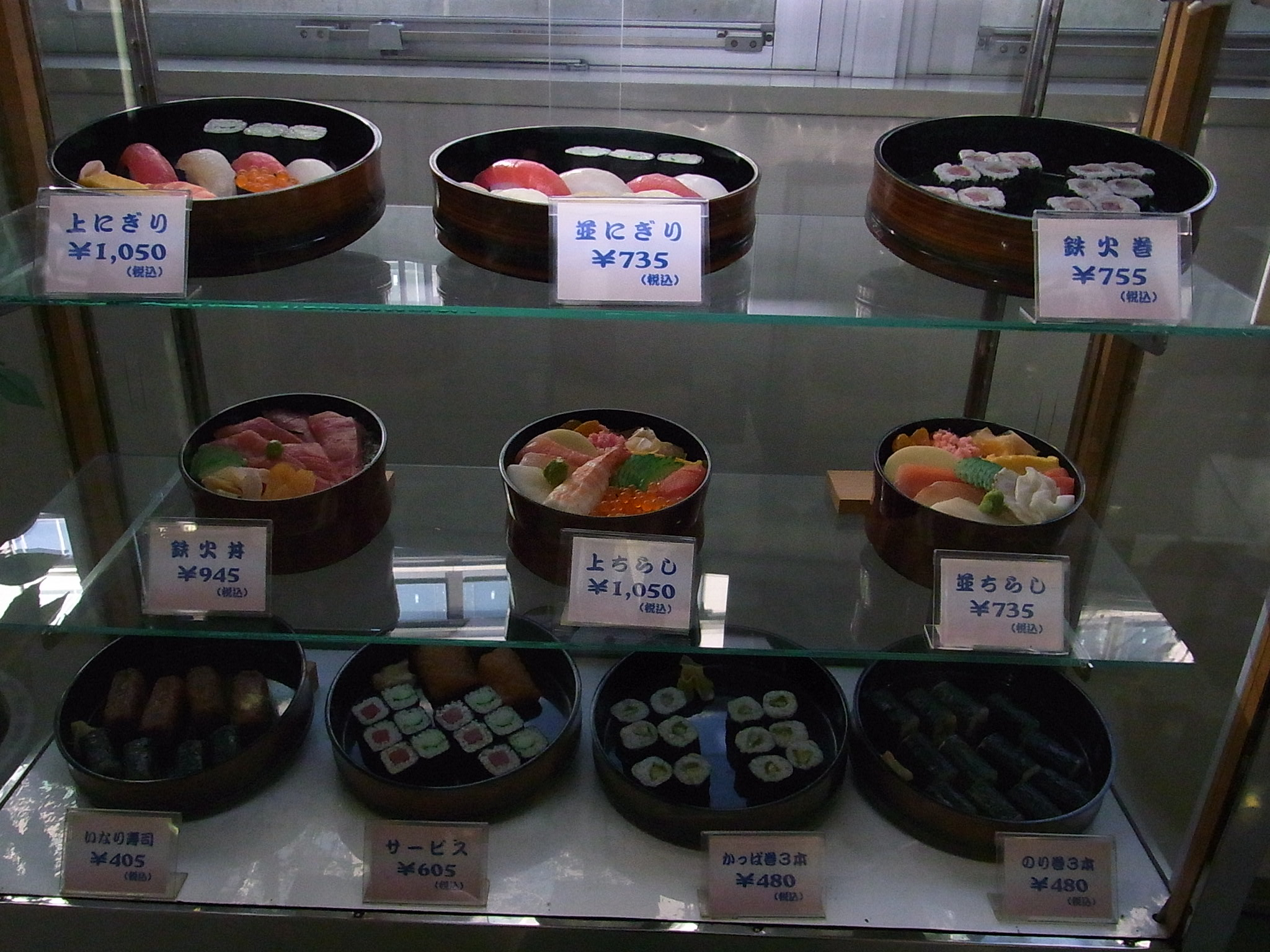
議員食堂

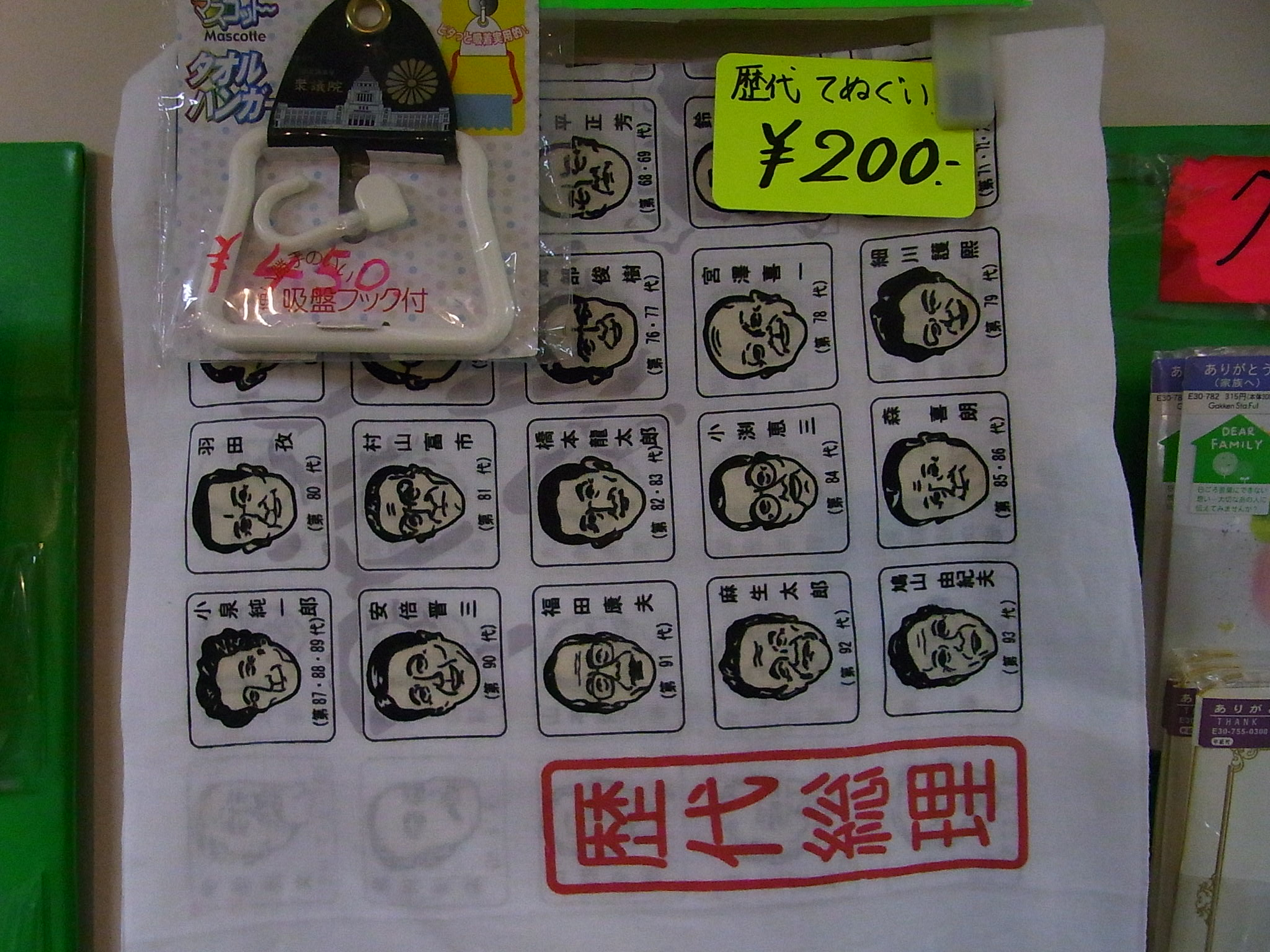
売店の歴代総理の手ぬぐい

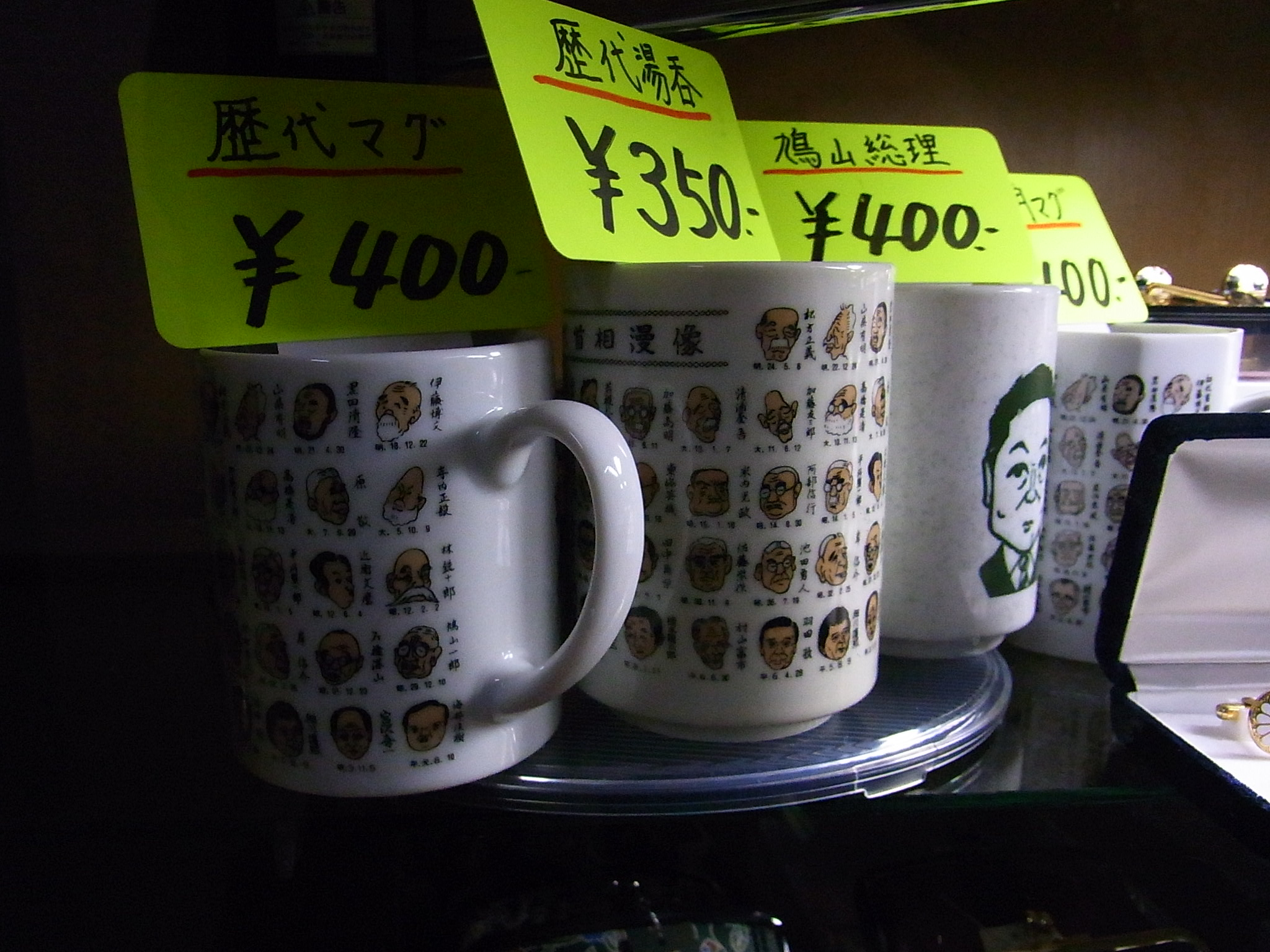
売店の歴代総理湯呑み

国会議事堂は東京を代表する観光名所のひとつとなっており、多くの修学旅行生や団体ツアー客が毎年訪れる。参議院は本会議開会中以外の平日であれば誰にでも見学を許しているが、衆議院は国会議員の紹介などがある者にしか内部の見学を許していない時期があった。また見学以外にも、議員への面会や議事の傍聴などで議事堂内に入ることができる。裏門より入構し、エスカレーターを降りた参観者ホールで、空港での保安検査並みのセキュリティーチェックを受ける。
議会開設百周年を記念して、1990年（平成2年）11月28日から、国会議事堂は毎日日没から午後8時までライトアップされており、照明に映える白亜の殿堂の姿を敷地外からも堪能することができたが、東日本大震災に伴う電力不足により、2011年（平成23年）3月14日以降、当分の間ライトアップを休止していた。
なお、景観については山王パークタワーやプルデンシャルタワーの建設により、徐々に損なわれつつある（正面左手奥のビルが山王パークタワー、右手奥のビルがプルデンシャルタワーである）。特に国会議事堂の西南西約800メートルには、TBSが再開発した複合施設赤坂サカスがある。
東京都は「東京都景観計画」を2007年（平成19年）4月1日に施行し、国会議事堂、迎賓館、聖徳記念絵画館、東京駅丸の内駅舎の眺望の保全に関する景観誘導を行うため、背後に高層ビルや奇抜な色彩のビルの建設を禁じる「大規模建築物等景観形成指針」を策定したが、赤坂サカスにある赤坂Bizタワーは指針ができる前に計画決定したためその対象外となり、自主抑制として当初計画より高さを低くするに留まった。
2010年（平成22年）以降、国会議事堂にて議事堂正面の写真を撮ろうとすると、山王パークタワー、ザ・キャピトルホテル 東急、赤坂Bizタワーが正面左手、プルデンシャルタワーが正面右手に写り込むようになっている。それに伴い、国会議事堂のイメージ映像（ニュースソースで国会議事堂を映す映像）は従来真正面であったものが正面ローアングルか左右どちらかの側からの映像が多くなっている。

## アクセス
- 東京メトロ
  - 国会議事堂前駅 徒歩1分
  - 溜池山王駅 国会議事堂前駅改札内通路経由
  - 永田町駅 徒歩1分
  - 赤坂見附駅 永田町駅改札内通路経由

## 意匠

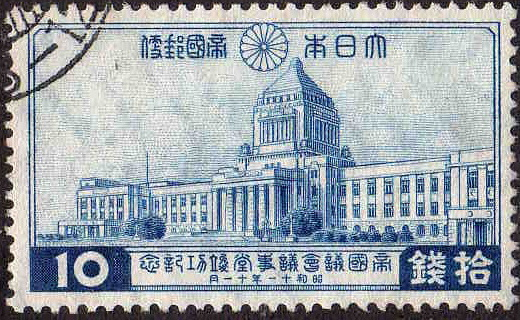
竣工記念切手（10銭）

紙幣・硬貨や切手・はがきの意匠に立法府の象徴として国会議事堂が幾度も登場している。
- 紙幣
  - 1946年（昭和21年）3月1日発行 日本銀行券十円紙幣（A号券）表面（現在でも法的には有効）
  - 1947年（昭和22年）9月5日発行 日本銀行券十銭紙幣（A号券）裏面（現在通用停止）
  - 1948年（昭和23年）3月10日発行 五拾銭小額政府紙幣裏面（現在通用停止）
  - 1953年（昭和28年）12月1日発行 日本銀行券百円紙幣（B号券）裏面（現在でも法的には有効）
- 硬貨
  - 1948年（昭和23年）から1949年（昭和24年）発行 五円黄銅貨（無孔）表面 年銘は昭和二十三年または昭和二十四年（現在でも法的には有効）
- 切手
  - 1936年（昭和11年）11月7日 帝国議会議事堂竣工記念1銭5厘、3銭、6銭、10銭切手
  - 1960年（昭和35年）9月27日 第49回列国議会同盟会議記念10円切手
  - 1980年（昭和55年）11月29日 議会開設90年記念50円切手
  - 2000年（平成12年）11月29日 議会開設110年記念80円切手
  - 2010年（平成22年）6月23日 日米安全保障条約改定50周年記念80円切手[42]
- はがき
  - 1948年（昭和23年）9月10日 料額印面2円
  - 1951年（昭和26年）12月1日 料額印面5円